# Classe Alligator
Le navi della classe Alligator (in russo Большие десантные корабли (БДК) проекта 1171 «Тапир»?, Bolʹšie desantnye korabli proekta 1171 «Tapir», la cui traduzione letterale in italiano è Grandi navi anfibie del progetto 1171 «Tapir») sono una serie di navi da sbarco anfibie russe. Secondo l'hull classification symbol della US Navy si tratta di una Landing Ship Tank (LST).

La classe Alligator è conosciuta anche col nome di classe Voronezhsky Komsomolets, dal nome che la nave capoclasse aveva assunto nel 1967 e mantenuto fino al 1992.

## Descrizione
Navi da assalto anfibio sovietiche di elevato dislocamento, ancora con una struttura molto simile a quella di un mercantile, le Alligator erano caratterizzate dalla struttura arcuata del ponte e da numerose gru, 2 a prua e 1 a poppa.
L'armamento era costituito da un cannone binato da 57 mm sistemato sulla prua davanti alla plancia comando in una postazione binata, del vecchio tipo da 70 calibri, privo di torretta completamente chiusa e di radar di tiro.
Le navi avevano un boccaporto prodiero per lo scarico dei mezzi in mare, e potevano portare 1500t. di carico, 30 carri o blindati e 300 uomini.
14 navi, divise in 4 gruppi, furono costruite tra il 1964 e il 1975, una quindicesima nave fu iniziata ma non completata. Una nave (la BDK-104) fu in servizio nella Marina militare ucraina tra il 1997 e il 2004. Al 2016, 4 navi (la BDK-10, la Orsk, la Nikolaj Vilkov e la Nikolaj Filʹčenkov) sono in servizio nella Marina militare russa.
Il 24 marzo 2022, nell'ambito dell'invasione militare russa dell'Ucraina, nel porto di Berdiansk sul mare d'Azov, veniva colpita e distrutta dai militari ucraini la nave da sbarco Saratov, con identificativo numerico 148.

## Unità
| Classe Alligator   | Classe Alligator | Classe Alligator                       | Classe Alligator | Classe Alligator | Classe Alligator | Classe Alligator | Classe Alligator |
| Nome               | Matricola        | cantiere                               | Impostazione     | Varo             | Consegna         | Base             | Stato |
| ------------------ | ---------------- | -------------------------------------- | ---------------- | ---------------- | ---------------- | ---------------- | --- |
| Saratov            | BDK 148          | Cantiere navale "Yantar" (Kaliningrad) | 2 maggio 1964    | 7 gennaio 1964   | 18 agosto 1966   | Sebastopoli      | Colpita ed affondata durante un raid missilistico ucraino il 24 marzo 2022 mentre era ormeggiata nel porto di Berdiansk sul mare d'Azov durante l'invasione russa dell'Ucraina. |
| Orsk               | BDK 150          | Cantiere navale "Yantar" (Kaliningrad) | 30 agosto 1967   | 29 febbraio 1968 | 12 maggio 1968   | Sebastopoli      | attivo |
| Nikolai Filchenkov | BDK 152          | Cantiere navale "Yantar" (Kaliningrad) | 30 gennaio 1974  | 29 marzo 1975    | 30 dicembre 1975 | Sebastopoli      | attivo |